# استاد إيبيروستار
استاد إيبيروستار (بالإنجليزية: Iberostar Stadium)‏ هو ملعب كرة قدم يقع في ميورقة، إسبانيا، يتسع لـ 23132 متفرج. هو الملعب الرسمي لفريق ريال مايوركا.

## التاريخ
افتتح الملعب في 1999.